# Zack Phillips
Zack Phillips, född 8 oktober 1992 i Fredericton, New Brunswick, är en kanadensisk professionell ishockeyspelare som spelar för HK Dukla Michalovce i slovakiska Tipsport Liga.